# 1999-es magyar asztalitenisz-bajnokság
Az 1999-es magyar asztalitenisz-bajnokság a nyolcvankettedik magyar bajnokság volt. A bajnokságot március 5. és 7. között rendezték meg Budapesten, a Statisztika Marczibányi téri csarnokában.

## Eredmények
| Versenyszám  | Arany                                                              | Arany | Ezüst                                                | Ezüst | Bronz                                                                            | Bronz |
| ------------ | ------------------------------------------------------------------ | ----- | ---------------------------------------------------- | ----- | -------------------------------------------------------------------------------- | ----- |
| Férfi egyéni | Pázsy Ferenc Postás-Matáv SE                                       |       | Bátorfi Zoltán LRI-Malév SC                          |       | Fazekas Péter LRI-Malév SCPagonyi Róbert LRI-Malév SC                            |       |
| Női egyéni   | Tóth Krisztina Statisztika Petőfi SC                               |       | Bátorfi Csilla FC Langweid                           |       | Braun Éva BSEFazekas Mária Statisztika Petőfi SC                                 |       |
| Férfi páros  | Németh Károly, Pázsy Ferenc TTF Bad Honnef , Postás-Matáv SE       |       | Vitsek Iván, Fazekas Péter VÖEST Linz , LRI-Malév SC |       | Gerold Gábor, Lindner Ádám Postás-Matáv SEMagyar László, Tófalvi Norbert BVSC    |       |
| Női páros    | Bátorfi Csilla, Tóth Krisztina FC Langweid , Statisztika Petőfi SC |       | Fazekas Mária, Éllő Vivien Statisztika Petőfi SC     |       | Molnár Zita, Kertai Rita Postás-Matáv SEBraun Éva, Agárdi Réka BSE               |       |
| Vegyes páros | Gerold Gábor, Erdős Éva Postás-Matáv SE                            |       | Lindner Ádám, Kertai Rita Postás-Matáv SE            |       | Vitsek Iván, Braun Éva VÖEST Linz , BSEPázsy Ferenc, Molnár Zita Postás-Matáv SE |       |